# Толедано, Элиэзер
Элиэзер Толедано (ивр. אליעזר טולדנו‎, род. 12 октября 1973) — военный деятель Израиля, офицер Армии обороны Израиля в звании генерал-майора, занимает должность командующего Южным военным округом, до этого занимал должность командира дивизии Газа, военного секретаря премьер-министра, командир бригады Цанханим и командир 226-й бригады «Нешер».

## Биография
Элиэзер, сын Хаима и Линды из Марокко, родился в Иерусалиме и вырос в Кирьят-Моцкин. Он учился в колледже Орт в Кирьят-Бялике, был стажером и инструктором движения Бней Акива в своём родном городе.

### Военная служба

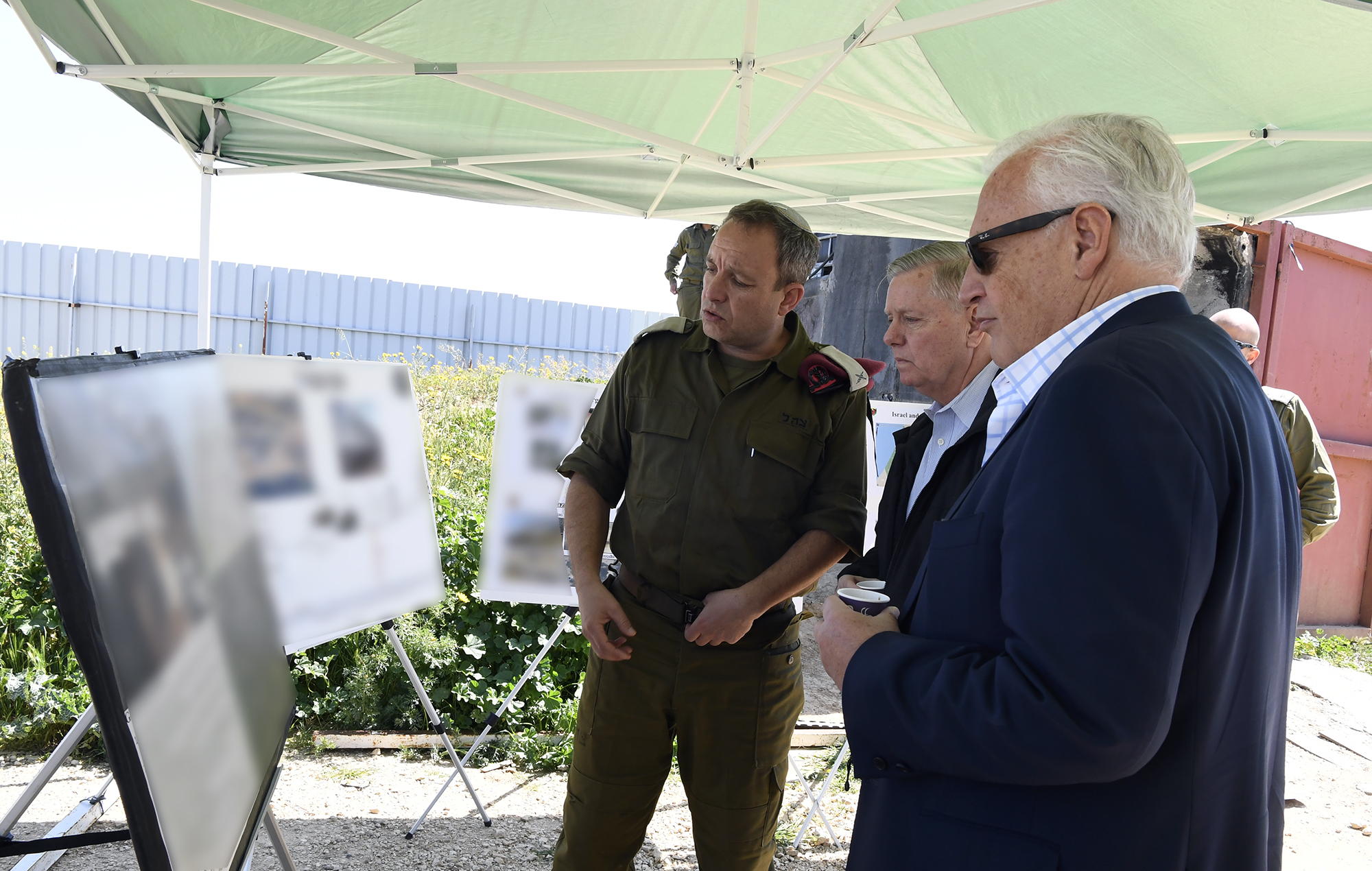
Лекции Толедано послу США в Израиле Дэвиду Фридману и американскому сенатору Линдси Грэму, 2019 год

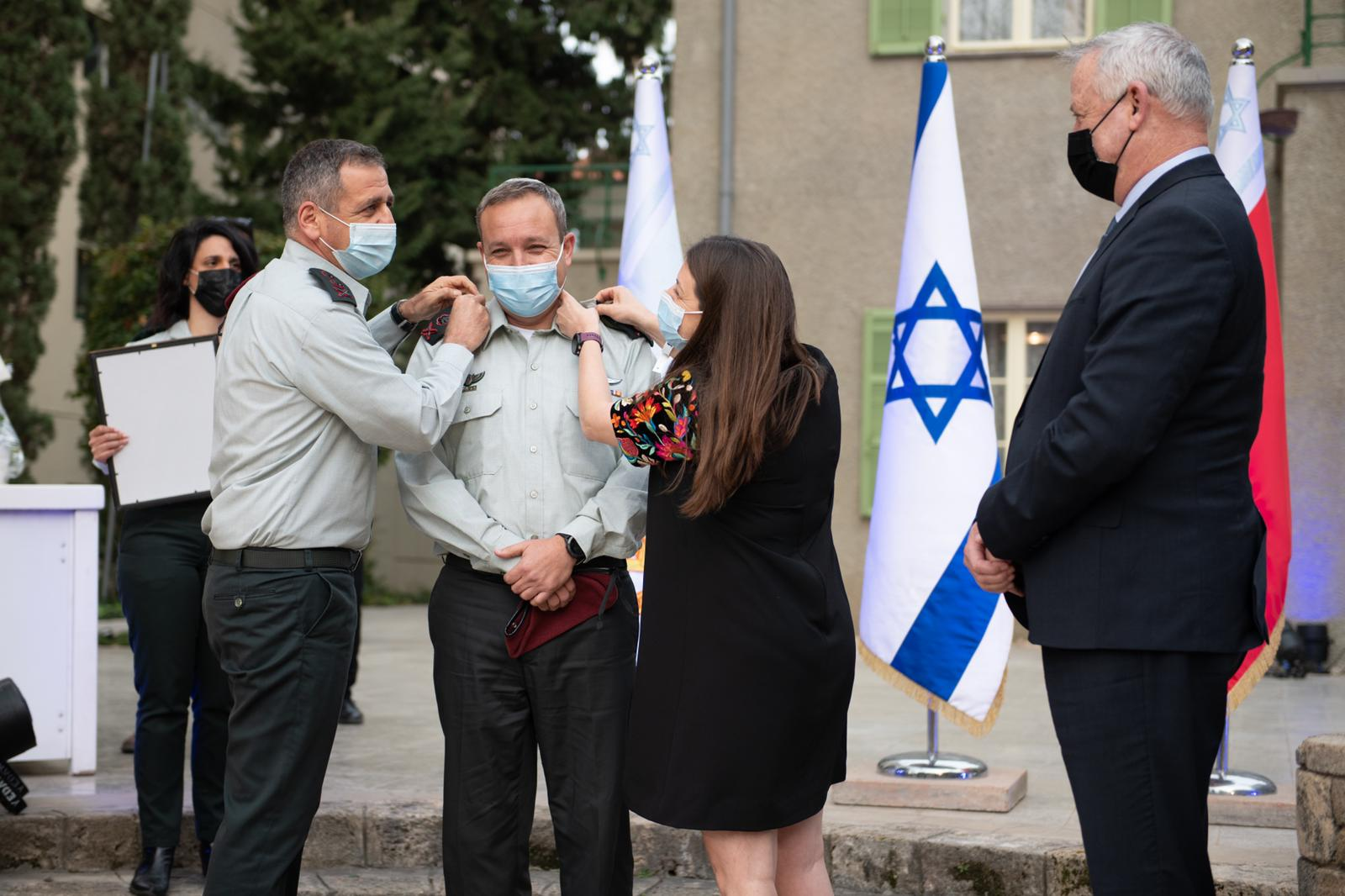
Присвоение Толедано звания генерал-майора начальником Генерального штаба Авивом Кохави в присутствии министра обороны Бенни Ганца, март 2021 года (во время эпидемии COVID-19)

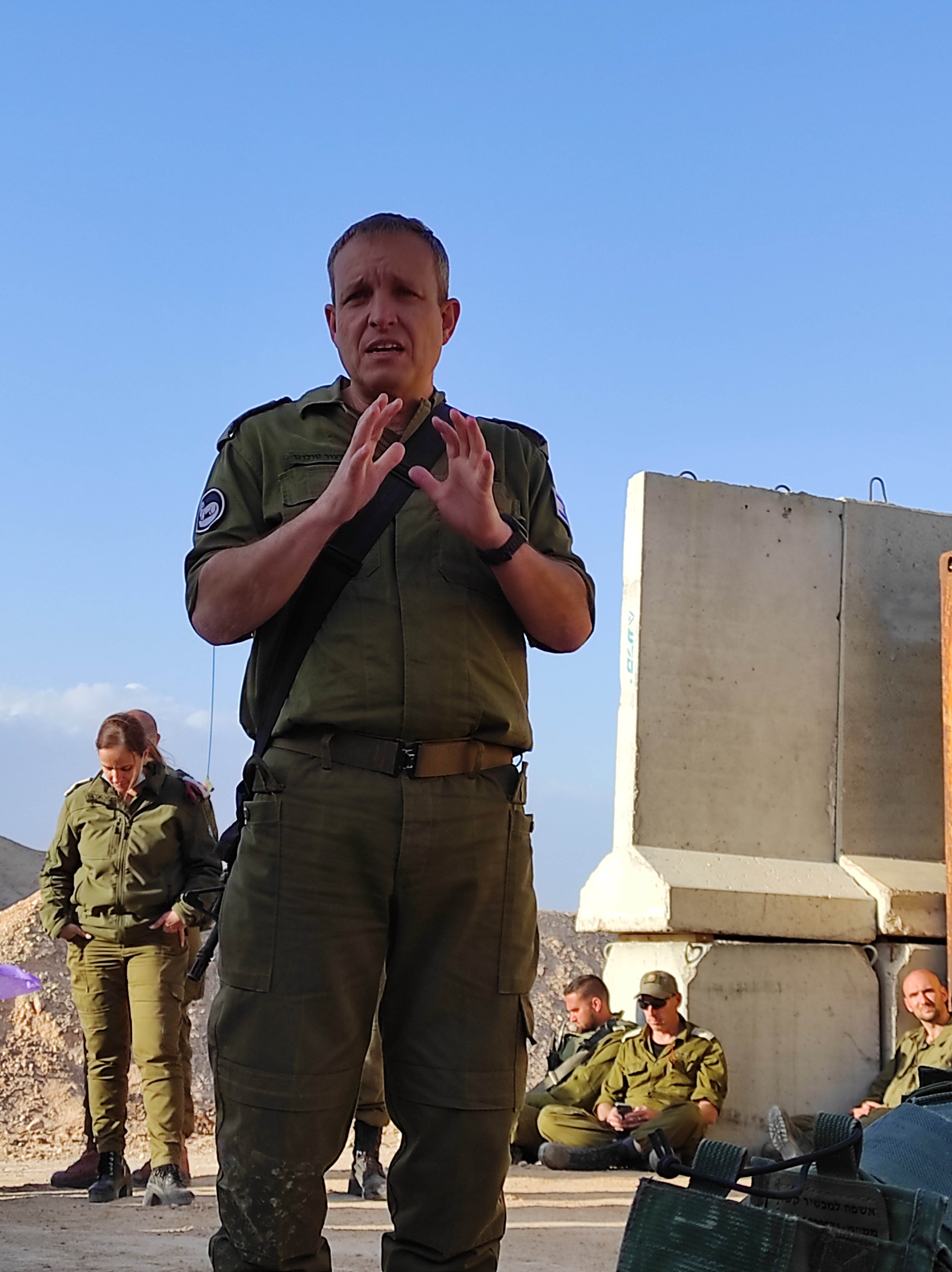
Визит командующего южным военным округом Элиэзера Толедано на учения батальона 9217 бригады Негев, февраль 2022 года

Он поступил на военную службу в ноябре 1991 года, пошёл добровольцем в десантники в бригаду Цанханим и был направлен в 101-й батальон бригады, прошёл курсы подготовки молодого бойца, курсы пехотных снайперов и курсы пехотных офицеров. По окончании курсов вернулся в 101-й батальон и был назначен командиром взвода. Позже он получил должность заместителя командира роты. После этого был назначен командиром роты 101-го батальона, затем служил оперативным офицером бригады, после чего был назначен командиром учебного взвода в спецназ Генерального штаба. В 2000 году он начал учиться на степень бакалавра экономики и философии в Еврейском университете в Иерусалиме. В начале операции «Защитная стена » прервал учёбу и вступил в боевые действия в составе десантно-штурмовой бригады. После окончания был назначен заместителем командира 890-го батальона бригады Цанханим. После учёбы в Межвойсковом колледже полевого и штабного командного состава был назначен заместителем командира специального подразделения «Маглан».
В июне 2005 года был повышен до звания подполковника и назначен командиром 101-го батальона и занимал эту должность до 2006 года. В этой должности он руководил батальоном в борьбе с палестинским терроризмом во время второй интифады. Спустя год в 2006 года он был назначен командиром специального подразделения «Маглан», и руководил им, во Второй Ливанской войне. В начале войны подразделение спасло тела экипажа танка из 82-го батальона, который был взорван самодельной бомбой при преследовании похитителей. Отряд подразделения пересёк границу, чтобы осмотреть местность и обезвредил отряды «Хезболлы», ответственные за стрельбу. Отряд расположился в зарослях, окруженными буйной растительностью, бойцы заметили металлическую дверь и раскинутые над ней маскировочные сети (позже этот район был определяемый ЦАХАЛом как "природный заповедник") они бросили в шахту гранату, от чего ряд террористов был убит, оставшиеся террористы вышли из дополнительных шахт, и в завязавшемся бою погибло двое бойцов подразделения и убито восемь террористов, включая убитых в первой атаке в результате взрыва гранаты. Позже Толедано предложил план действий по поражению ракетных установок «Хизбаллы», план был одобрен и подразделение провело операцию «Пляжная молодежь», которая была расценена командованием как успешная. За свою деятельность на войне подразделение под его командованием получило медаль подразделения от командующего Центральным военным округом Гади Шамни. Позже Толедано руководил подразделением в операциях в секторе Газа. В 2009 году назначен штабным офицером дивизии Иудеи и Самарии, и служил в этой должности до 2011 года, параллельно обучаясь на курсах комбригов.
В 2011 году произведён в звания полковник и назначен командиром 226-й бригады Нешер и одновременно командиром курса на курсах командиров рот и комбатов, и служил в этой должности до 2013 года. 16 мая 2013 года назначен командиром бригады Цанханим, и руководил бригадой, в том числе, в операции «Возвращение братьев и в операции «Нерушимая скала», в ходе которой бойцами бригады в боях было уничтожено 141 террорист, а также произведён ответный огонь, в результате которого погибло ещё около 70 человек, вскрыло 47 боевых туннелей и четыре штурмовых туннеля, а также арестовало семерых боевиков-террористов.
3 сентября 2015 года ему было присвоено звание бригадного генерала, а 8 сентября он вступил в должность военного секретаря премьер-министра, и занимал эту должность до 16 августа 2018 года. 24 октября 2018 года Толедано был назначен командиром дивизии «Газа», эту должность он занимал до 2 августа 2020 года. 14 марта 2021 года ему было присвоено звание генерал-майора, а 21 марта он вступил в должность командира Южного военного округа, в мае 2021 года возглавил командование в операции «Страж стен», в которой был проведён ряд боевых действий против террористических организаций в Газе, возглавляемых ХАМАС, который длился 12 дней и нанесён ущерб военной инфраструктуре террористических организаций. Основная наступательная военная деятельность проводилась хирургическими операциями ВВС в небе над сектором Газа, при блокировании попыток проникновения отрядов террористов со стороны дивизии Газа. После окончания операции, в секторе Газа воцарился мир, который продлился до августа 2022 года, когда началась операция «Рассвет», которая на этот раз была сосредоточена на борьбе с палестинским «Исламским джихадом », а не с ХАМАСом. В ходе операции были проведены точечные ликвидации в отношении командиров воинских частей организации Тайсира аль-Джабари и Халеда Мансура.

## Личная жизнь и образование
Толедано живёт в мошаве Бейт-Гамлиэль, женат на Мире и является отцом пятерых детей. Имеет степень бакалавра философии и экономики и степень магистра истории и национальной безопасности Еврейского университета в Иерусалиме.